# Microclimat (film)
Pour les articles homonymes, voir Microclimat (homonymie).
Pour plus de détails, voir Fiche technique et Distribution.
Microclimat est un film français de Marie Hélia sorti en 2007.

## Synopsis
La famille Lucas se réunit à Douarnenez pour fêter les 20 ans de Juliette. Le repas est perturbé par un couple se disputant sous les fenêtres de la maison.

## Fiche technique
- Titre : Microclimat
- Réalisation : Marie Hélia
- Scénario : Marie Hélia
- Musique : Susumu Yokota, FDB et Abomifreux
- Photographie : Léna Rouxel
- Son : Henry Puizillout
- Montage : Emmanuelle Pencalet
- Production : Olivier Bourbeillon
- Société de production : Paris-Brest Productions
- Pays d'origine :  France
- Langue : français
- Genre : drame
- Durée : 95 minutes
- Dates de sortie : 21 mars 2007 (France)

## Distribution
- Julie Henry : Juliette Lucas
- Jean Pencalet : Charles Lucas
- Jean-Paul Bathany : Robert Lucas
- Françoise Le Treut : Cécile Lucas
- Catherine Riaux : Françoise Lucas
- Muriel Riou : Laurence Lucas
- Fabrice Pelette : Éric Merceron
- Pierre-Yves Le Roux : Nicolas Lucas
- Sandrine Bodénès : Karine
- Frédéric Gélard : Paul
- Aziliz Bourgès : Cousine Caroline
- Yann-Herlé Gourvès : Cousin Christophe